# Rhipidura nebulosa
Rhipidura nebulosa е вид птица от семейство Rhipiduridae.

## Разпространение
Видът е разпространен в Самоа.